# Ronde van Frankrijk 2017/Eindstanden
Deze pagina geeft de eindstanden van de klassementen van de Ronde van Frankrijk 2017. Van het algemeenklassement wordt de top 20 weergegeven en verder wordt de top 10 van het berg-, punten-, en jongerenklassement vermeld. De Belg en Nederlander die het hoogst in het klassement geëindigd zijn, indien deze de top 10 niet hebben behaald, worden ook in deze lijst opgenomen. Verder wordt ook de strijdlustigste renner vermeld.

## Eindklassementen

### Algemeen Klassement
| Algemeen Klassement |                   |                      |           |
| Plaats              | Naam              | Ploeg                | Tijd      |
| Gele trui           | Chris Froome      | Team Sky             | 86u20'55" |
| 2                   | Rigoberto Urán    | Cannondale-Drapac    | + 54"     |
| 3                   | Romain Bardet     | AG2R La Mondiale     | + 2'20"   |
| 4                   | Mikel Landa       | Team Sky             | + 2'21"   |
| 5                   | Fabio Aru         | Astana Pro Team      | + 3'05"   |
| 6                   | Daniel Martin     | Quick-Step Floors    | + 4'42"   |
| 7                   | Simon Yates       | Orica-Scott          | + 6'14"   |
| 8                   | Louis Meintjes    | UAE Team Emirates    | + 8'20"   |
| 9                   | Alberto Contador  | Trek-Segafredo       | + 8'49"   |
| 10                  | Warren Barguil    | Team Sunweb          | + 9'25"   |
| 11                  | Damiano Caruso    | BMC Racing Team      | + 14'48"  |
| 12                  | Nairo Quintana    | Movistar Team        | + 15'28"  |
| 13                  | Alexis Vuillermoz | AG2R La Mondiale     | + 24'38"  |
| 14                  | Mikel Nieve       | Team Sky             | + 25'28"  |
| 15                  | Emanuel Buchmann  | BORA-hansgrohe       | + 33'21"  |
| 16                  | Brice Feillu      | Team Fortuneo-Oscaro | + 36'46"  |
| 17                  | Bauke Mollema     | Trek-Segafredo       | + 37'43"  |
| 18                  | Carlos Betancur   | Movistar Team        | + 37'47"  |
| 19                  | Serge Pauwels     | Team Dimension Data  | + 39'36"  |
| 20                  | Tiesj Benoot      | Lotto Soudal         | + 42'04"  |

### Puntenklassement
| Puntenklassement |                      |                        |        |
| Plaats           | Naam                 | Ploeg                  | Punten |
| Groene trui      | Michael Matthews     | Team Sunweb            | 370    |
| 2                | André Greipel        | Lotto Soudal           | 234    |
| 3                | Edvald Boasson Hagen | Team Dimension Data    | 220    |
| 4                | Alexander Kristoff   | Team Katjoesja Alpecin | 174    |
| 5                | Sonny Colbrelli      | Bahrein-Merida         | 168    |
| 6                | Thomas De Gendt      | Lotto Soudal           | 149    |
| 7                | Dylan Groenewegen    | Team LottoNL-Jumbo     | 144    |
| 8                | Chris Froome         | Team Sky               | 133    |
| 9                | Rigoberto Urán       | Cannondale-Drapac      | 106    |
| 10               | Daniel Martin        | Quick-Step Floors      | 106    |

### Bergklassement
| Bergklassement |                  |                     |        |
| Plaats         | Naam             | Ploeg               | Punten |
| Bolletjestrui  | Warren Barguil   | Team Sunweb         | 169    |
| 2              | Primož Roglič    | Team LottoNL-Jumbo  | 80     |
| 3              | Thomas De Gendt  | Lotto Soudal        | 64     |
| 4              | Darwin Atapuma   | UAE Team Emirates   | 55     |
| 5              | Chris Froome     | Team Sky            | 51     |
| 6              | Romain Bardet    | AG2R La Mondiale    | 47     |
| 7              | Mikel Landa      | Team Sky            | 45     |
| 8              | Bauke Mollema    | Trek-Segafredo      | 37     |
| 9              | Alberto Contador | Trek-Segafredo      | 36     |
| 10             | Serge Pauwels    | Team Dimension Data | 32     |

| Jongerenklassement |                   |                     |           |
| Plaats             | Naam              | Ploeg               | Tijd      |
| Witte trui         | Simon Yates       | Orica-Scott         | 86u27'09" |
| 2                  | Louis Meintjes    | UAE Team Emirates   | + 2'06"   |
| 3                  | Emanuel Buchmann  | BORA-hansgrohe      | + 27'07"  |
| 4                  | Tiesj Benoot      | Lotto Soudal        | + 35'50"  |
| 5                  | Guillaume Martin  | Wanty-Groupe Gobert | + 47'38"  |
| 6                  | Pierre Latour     | AG2R La Mondiale    | +1u12'31" |
| 7                  | Lilian Calmejane  | Direct Énergie      | +1u29'02" |
| 8                  | Michael Valgren   | Astana Pro Team     | +2u19'22" |
| 9                  | Aleksej Loetsenko | Astana Pro Team     | +2u32'56" |
| 10                 | Dylan van Baarle  | Cannondale-Drapac   | +2u40'57" |

### Ploegenklassement
| Ploegenklassement |                      |            |
| Plaats            | Ploeg                | Tijd       |
|                   | Team Sky             | 259u21'06" |
| 2                 | AG2R La Mondiale     | + 7'14"    |
| 3                 | Trek-Segafredo       | + 1u44'46" |
| 4                 | BMC Racing Team      | + 1u49'49" |
| 5                 | Orica-Scott          | + 1u52'21" |
| 6                 | Movistar Team        | + 1u55'52" |
| 7                 | Cannondale-Drapac    | + 2u15'25" |
| 8                 | Team Fortuneo-Oscaro | + 2u18'18" |
| 9                 | Lotto Soudal         | + 2u28'18" |
| 10                | Astana Pro Team      | + 2u28'39" |

1e etappe ·
2e etappe ·
3e etappe ·
4e etappe ·
5e etappe ·
6e etappe ·
7e etappe ·
8e etappe ·
9e etappe ·
10e etappe ·
11e etappe ·
12e etappe ·
13e etappe ·
14e etappe ·
15e etappe ·
16e etappe ·
17e etappe ·
18e etappe ·
19e etappe ·
20e etappe ·
21e etappe
Startlijst · Eindstanden · Afbeeldingen